# Белостокское воеводство (1944—1975)
Белостокское воеводство (пол. Województwo białostockie) — одно из воеводств, существовавшее в 1944—1975 годах в северо-восточной Польше. Площадь воеводства до 1950 года составляла 23 201 км², но в дальнейшем была сокращена на 48 км² до 23 153 км². Население по состоянию на 1946 год составляло около 941 тысяч человек, а в 1968 году — около 1 184 000 человек.
Деление воеводства в 1967 году:
- Городской повят (город воеводского подчинения): Белосток
- Земские повяты (районы): Августовский, Белостокский, Бельск-Подляский, Домброва-Белостокский, Элкский, Голдапский, Граевский, Хайнувский, Кольнский, Лапский, Ломжинский, Монькский, Олекский, Сейненский, Семятычский, Сокулкский, Сувалкский, Высокие-Мазовецкий, Замбрувский.

## Белорусы
Большая часть белорусов населяет Белостокское воеводство. В воеводстве было создано БОКТ:
- Белостокский поветовый отдел БГКТ[тарашк.]
- Белостокский городской отдел БГКТ[тарашк.]
- Бельский поветовый отдел БГКТ[тарашк.]
- Гайновский поветовый отдел БГКТ[тарашк.]

## Территориальные изменения
В 1975 году воеводство было поделено между тремя меньшими: Белостокским, Сувалкским и Ломжинским. В современной Польше примерно соответствует территории Подляского воеводства.